# KV-4
El KV-4 (Objeto 224) fue una propuesta de Tanque de avance pesado soviético, desarrollado durante la Segunda Guerra Mundial como parte de la serie de diseño de tanques Kliment Voroshílov.

## Historia
A principios de 1941, la inteligencia soviética informó sobre la producción de nuevos tanques pesados alemanes. Antes del inicio de la Operación Barbarroja, el principal tanque pesado en servicio en el Ejército Rojo era el KV-1, cuyo blindaje era, en ese momento, impenetrable para cualquier arma montada en tanques entonces en servicio. Sin embargo, este nuevo informe causó alarma en el alto mando soviético, que decidió trabajar en el diseño de un nuevo tanque pesado destinado a contrarrestar la nueva amenaza.
En la primavera de 1941, por decreto de la NKO de la URSS, el director de la Planta Kirov (LKZ) recibió instrucciones de trabajar en el diseño de un nuevo tanque con dos cañones y un blindaje frontal del casco de 125-130 mm. . Este nuevo tanque estaba destinado a utilizar el nuevo cañón ZiS-6 de 107 mm que se estaba desarrollando en la Planta 92 y el cañón 20-K de 45 mm como armamento secundario.
Como no había experiencia en este tipo de trabajos en la planta de Kirov, en abril de 1941 el jefe del SKB-2 Zh. Kotin involucró a casi todos los ingenieros de su oficina de diseño en el diseño de este tanque y lo puso en una base competitiva. Las fuentes difieren en cuanto a los diseñadores involucrados en el proyecto, pero hubo alrededor de 20 propuestas de diseño diferentes, cada una con diferentes soluciones para las posiciones de los cañones, torretas y montajes del casco, blindaje y peso total.
El blindaje básico iba a ser de 125 a 130 mm y hasta 150 mm en las zonas vulnerables. El diseño más ligero pesaba 82,5 toneladas y el más pesado 107,7 toneladas. Todos tenían un cañón principal ZiS-6 de 107 mm y todos menos uno tenían un segundo cañón de tanque. Las diferentes variantes tenían varias armas auxiliares: cañones 20-K de 45 mm, cañones de 76 mm, ametralladoras y lanzallamas además del cañón principal. Los requisitos de tripulación eran de 5 a 9 hombres.

### Los cañones ZiS-6 de 107 mm.
El Cañón de tanque F-42 de 107 mm fue creado en la Planta #92, en una oficina de diseño bajo la supervisión de V. Grabin. El F-42 se basó en el cañón de tanque F-39 de 95 mm y se terminó en el otoño de 1940. A principios de 1941, el nuevo cañón había sido probado en fábrica en una casamata de campo. En marzo de 1941 fue probado en la torreta de un tanque KV-2. El cañón ZiS-6 pasó las pruebas de fábrica en junio de 1941, después de lo cual fue enviado al campo de pruebas científicas de artillería en Leningrado.
Según V. Grabin ("Oruzhie Pobedy" - "Armas de la Victoria") hasta el otoño de 1941 se habían terminado unos 600 cañones ZiS-6. Todos esos cañones fueron destruidos porque los tanques nunca se iban a fabricar. El diseñador jefe de la planta escribió que "en julio-agosto de 1941 se fabricaron cinco cañones ZiS-6 producidos en serie, tras lo cual se detuvo su producción porque los tanques pesados no estaban listos". Estos documentos estaban firmados por V. Grabin.

### Final
El proyecto fue cancelado debido al estallido de la guerra. En junio de 1941, todos los trabajos en el KV-4 se redujeron en favor del KV-5, que se estaba diseñando en paralelo y se consideraba más factible. Sin embargo, todas las capacidades de LKZ y ChTZ se dirigieron a la construcción de tanques KV y T-34 en serie, por lo que no se construyeron prototipos de KV-4 o KV-5, y quedaron solo en planos.